# 遗传异质性
遗传异质性（genetic heterogeneity）是指表型相似而基因型不同的现象，即多因一效。遗传异质性有基因座异质性和等位基因异质性两种类型。基因座异质性即相似或相同的临床表型是由不同的基因变异所致的；等位基因异质性又称变异异质性，即同一基因的不同变异产生相似的临床表型。

## 遗传异质性与疾病
显著的遗传异质性与多种常见人类疾病的多层次病因相关，包括囊性纤维化、阿尔茨海默病、自闭症谱系障碍、遗传性乳腺癌易感性以及非综合征性听力损失。这些病因层次是复杂的，通过以下方式发生：(1) 罕见的个体突变，当结合在一起时，促成常见疾病的发展；(2) 在同一基因内积累的许多不同的罕见个体突变，促成不同个体中相同常见疾病的发展；(3) 在同一基因内积累的许多不同的罕见个体突变，促成不同个体中相同常见疾病的不同表型变异的发展；(4) 不同个体通过不同突变发展相同常见疾病。
 增加对遗传异质性作用及其产生常见疾病表型机制的理解将有助于这些疾病的有效预防和治疗方法的发展。”

## 研究
对遗传异质性的最初研究是使用遗传连锁分析进行的，该分析绘制了相关个体的遗传位点以识别基因组差异。目前的研究主要使用全基因组关联研究探索单核苷酸多态性（SNPs）和特定人类疾病的关联。